# Хилд, Бадди
Чавано Рэйнер (Бадди) Хилд (англ. Chavano Rainier "Buddy" Hield, род. 17 декабря 1992 года) — багамский баскетболист, выступающий за клуб Национальной баскетбольной ассоциации «Голден Стэйт Уорриорз». На студенческом уровне выступал за команду университета Оклахомы «Оклахома Сунерс». Он дважды становился баскетболистом года конференции Big 12 (2015, 2016), а в 2016 году получил практически все главные общенациональные награды — Приз Нейсмита лучшему игроку года среди студентов, Приз имени Оскара Робертсона, Приз имени Джона Вудена и стал баскетболистом года среди студентов по версии Sporting News. Бадди — признанный специалист в области дальних бросков, автор самого быстрого трехочкового броска. Хилд выступает на позиции атакующего защитника и легкого форварда, свингмена. На драфте НБА 2016 года был выбран под общим шестым номером клубом «Нью-Орлеан Пеликанс».

## Профессиональная карьера
23 июня 2016 года Хилд был выбран на драфте НБА в первом раунде под общим шестым номером клубом «Нью-Орлеан Пеликанс». 22 июля он подписал с командой контракт новичка и принял участие в Летней лиге НБА. За пять матчей турнира он в среднем за игру набирал 16,8 очка и делал 5,4 подбора и 3,8 передачи. 15 декабря Хилд установил личный рекорд результативности в НБА, набрав в матче против «Индианы Пэйсерс» 21 очко. И по итогам декабря он стал новичком месяца Западной конференции.
20 февраля 2017 года «Нью-Орлеан» обменял Хилда вместе с Лэнгстоном Гэллоуэм, Тайриком Эвансом и два выбора на драфте НБА 2017 года в «Сакраменто Кингз» на Демаркуса Казинса и Омри Касспи. Спустя три дня Бадди дебютировал за свою новую команду, набрал 16 очков выходя на замену и помог одержать победу над «Денвер Наггетс». По итогам своего дебютного сезона в НБА Хилд был включён в первую сборную новичков.
Сезон 2017/18 годов Хилд начал в стартовом составе, но уже после семи игр сезона был перемещён на скамейку запасных, став шестым игроком команды.
В декабре 2018 года Хилд 7 игр подряд набирал 20 или больше очков. 5 января 2019 года он набрал 32 очка, реализовав рекордные в карьере 8 трёхочковых в проигранном со счётом 127–123 матче против «Голден Стэйт Уорриорз». 19 января 2019 года Хилд забросил победный трёхочковый незадолго до истечения времени и набрал 35 очков и помог одержать своей команде победу над «Детройт Пистонс» со счетом 103–101. 23 марта он набрал 25 очков и установил рекорд сезона франшизы по количеству реализованных трёхочковых бросков в победном матче против «Санз» со счетом 112–103. Он забросил 7 из 14 бросков из-за дуги, реализовав 245 трёхочковых за сезон и превысив отметку в 240 реализованных трёхочковых бросков, установленную Педжей Стояковичем в сезоне 2003/04. В апреле Хилд побил рекорд Дамиана Лилларда по количеству трёхочковых бросков за первые три сезона в НБА (599).
21 октября 2019 года Хилд продлил контракт с «Сакраменто» на 4 года. 26 декабря Хилд после проигранного в двух овертаймах матча против «Миннесоты Тимбервулвз» заявил, что у «Сакраменто» есть проблемы с доверием. На следующий день он извинился перед всей командой за свои слова. Хилд уступил своё место в стартовом составе Богдану Богдановичу, но переход на скамейку запасных привёл к росту его эффективности; во второй игре, начатой со скамейки запасных, 27 января 2020 года против «Тимбервулвз», Хилд набрал рекордные в карьере 42 очка и помог «Кингз» победить в овертайме со счетом 133–129. После этого Хилд посвятил эту игру своему кумиру Коби Брайанту, который погиб в результате крушения вертолета за день до этой игры. 15 февраля Хилд выиграл конкурс трёхочковых в рамках звёздного уикенда НБА, победив Девина Букера со счетом 27–26 в финальном раунде.
23 декабря 2020 года Хилд записал на свой счет 22 очка, 4 подбора и 3 результативные передачи, а также реализовал победный бросок в овертайме против «Денвер Наггетс», игра закончилась со счетом 124–122. 28 февраля 2021 года Хилду удалось быстрее всех игроков в лиге реализовал 1000 трёхочковых бросков, ему потребовалось всего 350 игр, чтобы достичь этой отметки.
29 июля 2021 года стало известно, что «Кингз» собираются обменять Хилда в «Лос-Анджелес Лейкерс» на Кайла Кузму и Монтреза Харрелла. Сделка сорвалась, так как «Лейкерс» в итоге обменяли Кузму и Харрелла в «Вашингтон Уизардс» на Рассела Уэстбрука.
8 февраля 2022 года Хилд, Тайриз Халибертон и Тристан Томпсон были обменяны в «Индиану Пэйсерс» на Джастина Холидея, Джереми Лэмба, Домантаса Сабониса и пик второго раунда 2023 года. 11 февраля Хилд дебютировал за «Пэйсерс», начав в старте вместе с Халибертоном в проигранном со счетом 120–113 матче против «Кливленд Кавальерс». Хилд почти оформил трипл-дабл, набрав 16 очков, отдав 8 передач и сделав 9 подборов. 15 февраля 2022 года Хилд набрал рекордные для себя в сезоне 36 очков и отдал 4 результативные передачи в матче против «Милуоки Бакс», который был проигран со счетом 128–119.
17 февраля 2023 года Хилд реализовал 230-й трехочковый в сезоне 2022/23 и установил рекорд франшизы по количеству точных трехочковых попаданий в одном сезоне. Ранее рекорд принадлежал Реджи Миллеру, забросившему 229 трехочковых в сезоне 1996/97.
14 сентября 2023 года стало известно, что Хилд поменял игровой номер с «24» на «7», под которым выступал за сборную Багамских островов.
В январе 2024 года появилась информация о желании «Пэйсерс» обменять баскетболиста. В дедлайн НБА 8 февраля 2024 года инсайдер ESPN Эдриан Воджнаровски сообщил о переходе Хилда в стан «Филадельфии» в обмен на Маркуса Морриса, Фуркана Коркмаза и пики второго раунда.
4 июля 2024 года Эдриан Воджнаровски объявил о том, что Бадди Хилд отправляется в «Голден Стэйт» по схеме "сайн-энд-трейд", от которых он получит 21 000 000 долларов за 3 года. «Филадельфия» же получит пик второго раунда «Далласа» и торговое исключение.
23 октября Хилд дебютировал в составе «Уорриорз», набрав 22 очка при пяти трехочковых и пяти подборах за 15 минут игры со скамейки запасных в победе над «Портленд Трэйл Блэйзерс» со счетом 139-104. В следующей игре 25 октября Хилд набрал 27 очков при семи трехочковых в победе над «Юта Джаз» со счетом 127-86. Всего за две первые игры в составе «Уорриорз» он забросил 12 трехочковых, что является самым большим количеством трехочковых, заброшенных игроком в первых двух играх за команду в истории НБА.
12 декабря 2024 года Бадди Хилд стал 17-м игроком, добравшимся до отметки в 2000 реализованных трехочковых бросков в НБА.
4 мая 2025 года Хилд набрал 33 очка, реализовав девять трехочковых бросков в 7 игре серии против «Хьюстон Рокетс» в победе со счетом 103:89. Его девять трехочковых бросков повторили рекорд Донте Дивинченцо по количеству трехочковых бросков в 7-й игре плей-офф. 33 очка Хилда стали третьим результатом в истории НБА для победных седьмых встреч от игроков без попаданий на матч всех звезд.

## Выступления за национальную сборную
С 1 по 7 августа 2014 года Хилд представлял национальную сборную Багамских Островов по баскетболу на Центробаскете. На турнире Бадди в среднем за игру набирал 19,8 очков и делал 6 подборов.

## Статистика

### Статистика в НБА
| Сезон                                                                                    | Команда     | Регулярный сезон | Регулярный сезон | Регулярный сезон | Регулярный сезон | Регулярный сезон | Регулярный сезон | Регулярный сезон | Регулярный сезон | Регулярный сезон | Регулярный сезон | Регулярный сезон | Серия плей-офф | Серия плей-офф | Серия плей-офф | Серия плей-офф | Серия плей-офф | Серия плей-офф | Серия плей-офф | Серия плей-офф | Серия плей-офф | Серия плей-офф | Серия плей-офф |
| Сезон                                                                                    | Команда     | GP               | GS               | MPG              | FG%              | 3P%              | FT%              | RPG              | APG              | SPG              | BPG              | PPG              | GP             | GS             | MPG            | FG%            | 3P%            | FT%            | RPG            | APG            | SPG            | BPG            | PPG            |
| ---------------------------------------------------------------------------------------- | ----------- | ---------------- | ---------------- | ---------------- | ---------------- | ---------------- | ---------------- | ---------------- | ---------------- | ---------------- | ---------------- | ---------------- | -------------- | -------------- | -------------- | -------------- | -------------- | -------------- | -------------- | -------------- | -------------- | -------------- | -------------- |
| 2016/17                                                                                  | Нью-Орлеан  | 57               | 37               | 20,4             | 39,3             | 36,9             | 87,9             | 2,9              | 1,4              | 0,3              | 0,1              | 8,6              | Не участвовал  | Не участвовал  | Не участвовал  | Не участвовал  | Не участвовал  | Не участвовал  | Не участвовал  | Не участвовал  | Не участвовал  | Не участвовал  | Не участвовал  |
| 2016/17                                                                                  | Сакраменто  | 25               | 18               | 29,1             | 48,0             | 42,8             | 81,4             | 4,1              | 1,8              | 0,8              | 0,1              | 15,1             | Не участвовал  | Не участвовал  | Не участвовал  | Не участвовал  | Не участвовал  | Не участвовал  | Не участвовал  | Не участвовал  | Не участвовал  | Не участвовал  | Не участвовал  |
| 2017/18                                                                                  | Сакраменто  | 80               | 13               | 25,3             | 44,6             | 43,1             | 87,7             | 3,8              | 1,9              | 1,1              | 0,3              | 13,5             | Не участвовал  | Не участвовал  | Не участвовал  | Не участвовал  | Не участвовал  | Не участвовал  | Не участвовал  | Не участвовал  | Не участвовал  | Не участвовал  | Не участвовал  |
| 2018/19                                                                                  | Сакраменто  | 82               | 82               | 31,9             | 45,8             | 42,7             | 88,6             | 5,0              | 2,5              | 0,7              | 0,4              | 20,7             | Не участвовал  | Не участвовал  | Не участвовал  | Не участвовал  | Не участвовал  | Не участвовал  | Не участвовал  | Не участвовал  | Не участвовал  | Не участвовал  | Не участвовал  |
| 2019/20                                                                                  | Сакраменто  | 72               | 44               | 30,8             | 42,9             | 39,4             | 84,6             | 4,6              | 3,0              | 0,9              | 0,2              | 19,2             | Не участвовал  | Не участвовал  | Не участвовал  | Не участвовал  | Не участвовал  | Не участвовал  | Не участвовал  | Не участвовал  | Не участвовал  | Не участвовал  | Не участвовал  |
| 2020/21                                                                                  | Сакраменто  | 71               | 71               | 34,3             | 40,6             | 39,1             | 84,6             | 4,7              | 3,6              | 0,9              | 0,4              | 16,6             | Не участвовал  | Не участвовал  | Не участвовал  | Не участвовал  | Не участвовал  | Не участвовал  | Не участвовал  | Не участвовал  | Не участвовал  | Не участвовал  | Не участвовал  |
| 2021/22                                                                                  | Сакраменто  | 55               | 6                | 28,6             | 38,2             | 36,8             | 87,0             | 4,0              | 1,9              | 0,9              | 0,3              | 14,4             | Не участвовал  | Не участвовал  | Не участвовал  | Не участвовал  | Не участвовал  | Не участвовал  | Не участвовал  | Не участвовал  | Не участвовал  | Не участвовал  | Не участвовал  |
| 2021/22                                                                                  | Индиана     | 26               | 26               | 35,6             | 44,7             | 36,2             | 88,6             | 5,1              | 4,8              | 1,0              | 0,4              | 18,2             | Не участвовал  | Не участвовал  | Не участвовал  | Не участвовал  | Не участвовал  | Не участвовал  | Не участвовал  | Не участвовал  | Не участвовал  | Не участвовал  | Не участвовал  |
| 2022/23                                                                                  | Индиана     | 80               | 73               | 31,0             | 45,8             | 42,5             | 82,2             | 5,0              | 2,8              | 1,2              | 0,3              | 16,8             | Не участвовал  | Не участвовал  | Не участвовал  | Не участвовал  | Не участвовал  | Не участвовал  | Не участвовал  | Не участвовал  | Не участвовал  | Не участвовал  | Не участвовал  |
| 2023/24                                                                                  | Индиана     | 52               | 28               | 25,7             | 44,3             | 38,4             | 84,8             | 3,2              | 2,7              | 0,8              | 0,6              | 12,0             | Не участвовал  | Не участвовал  | Не участвовал  | Не участвовал  | Не участвовал  | Не участвовал  | Не участвовал  | Не участвовал  | Не участвовал  | Не участвовал  | Не участвовал  |
| 2023/24                                                                                  | Филадельфия | 32               | 14               | 25,8             | 42,6             | 38,9             | 92,3             | 3,2              | 3,0              | 0,8              | 0,3              | 12,2             | 4              | 0              | 12,8           | 41,2           | 46,2           | 100,0          | 1,3            | 0,5            | 0,0            | 0,3            | 5,5            |
|                                                                                          | Всего       | 632              | 412              | 29,0             | 43,4             | 40,0             | 86,0             | 4,2              | 2,6              | 0,9              | 0,3              | 15,5             | 4              | 0              | 12,8           | 41,2           | 46,2           | 100,0          | 1,3            | 0,5            | 0,0            | 0,3            | 5,5            |
| Наведите курсор мыши на аббревиатуры в заголовке таблицы, чтобы прочесть их расшифровку. |             |                  |                  |                  |                  |                  |                  |                  |                  |                  |                  |                  |                |                |                |                |                |                |                |                |                |                |                |

### Статистика в колледже
| Сезон                                                                                   | Команда  | GP  | GS  | MPG  | FG%  | 3P%  | FT%  | RPG | APG | SPG | BPG | PPG  |  |
| --------------------------------------------------------------------------------------- | -------- | --- | --- | ---- | ---- | ---- | ---- | --- | --- | --- | --- | ---- |  |
| 2012/13                                                                                 | Оклахома | 27  | 13  | 25,1 | 38,8 | 23,8 | 83,3 | 4,2 | 1,9 | 1,2 | 0,3 | 7,8  |  |
| 2013/14                                                                                 | Оклахома | 33  | 32  | 32,1 | 44,5 | 38,6 | 75,0 | 4,4 | 1,9 | 1,4 | 0,2 | 16,5 |  |
| 2014/15                                                                                 | Оклахома | 35  | 35  | 32,4 | 41,2 | 35,9 | 82,3 | 5,4 | 1,9 | 1,3 | 0,2 | 17,4 |  |
| 2015/16                                                                                 | Оклахома | 37  | 37  | 35,4 | 50,1 | 45,7 | 88,0 | 5,7 | 2,0 | 1,1 | 0,5 | 25,0 |  |
|                                                                                         | Всего    | 132 | 117 | 31,7 | 44,8 | 39,0 | 83,6 | 5,0 | 1,9 | 1,3 | 0,3 | 17,4 |  |
| Наведите курсор мыши на аббревиатуры в заголовке таблицы, чтобы прочесть их расшифровку |          |     |     |      |      |      |      |     |     |     |     |      |  |

### Статистика в NCAA
| Сезон | Команда  | Conf   | Class | GP  | GS  | MPG  | FG%  | 3P%  | FT%  | RPG | APG | SPG | BPG | PPG  |
| --- | -------- | ------ | ----- | --- | --- | ---- | ---- | ---- | ---- | --- | --- | --- | --- | ---- |
| 2012/13 | Оклахома | Big 12 | FR    | 27  | 13  | 25,1 | 38,8 | 23,8 | 83,3 | 4,2 | 1,9 | 1,2 | 0,3 | 7,8  |
| 2013/14 | Оклахома | Big 12 | SO    | 33  | 33  | 32,1 | 44,5 | 38,6 | 75,0 | 4,4 | 1,9 | 1,4 | 0,2 | 16,5 |
| 2014/15 | Оклахома | Big 12 | JR    | 35  | 35  | 32,4 | 41,2 | 35,9 | 82,3 | 5,4 | 1,9 | 1,3 | 0,2 | 17,4 |
| 2015/16 | Оклахома | Big 12 | SR    | 37  | 37  | 35,4 | 50,1 | 45,7 | 88,0 | 5,7 | 2,0 | 1,1 | 0,5 | 25,0 |
| Всего | Всего    | Всего  | Всего | 132 | 118 | 31,7 | 44,8 | 39,0 | 83,6 | 5,0 | 1,9 | 1,3 | 0,3 | 17,4 |
| Наведите курсор мыши на аббревиатуры в заголовке таблицы, чтобы прочесть их расшифровку Статистика приведена с сайта sports-reference.com |          |        |       |     |     |      |      |      |      |     |     |     |     |      |